# Bellante
Bellante – miejscowość i gmina we Włoszech, w regionie Abruzja, w prowincji Teramo.
Według danych na rok 2019 gminę zamieszkiwało 6970 osób, 141,3 os./km².